# Phyllogomphoides major
Phyllogomphoides major är en trollsländeart som beskrevs av Belle 1984. Phyllogomphoides major ingår i släktet Phyllogomphoides och familjen flodtrollsländor. Inga underarter finns listade i Catalogue of Life.